# Жизель Маньян
Жизель Маньян (20 століття ) — французька класична піаністка, засновниця та керівниця асоціації «Les Concerts de poche», що прагне демократизувати класичну музику.

## Біографія
Маньян почала грати на фортепіано у семирічному віці в Schola Cantorum de Paris разом із Надією Тагрін та Альфредом Левенгутом. У 13-річному віці вона вступила до Паризької вищої національної консерваторії. Там вивчала фортепіано у Владо Перлмутера, камерну музику у Женев'єви Джой і музичний аналіз у Бетсі Жолас. Час від часу наслідувала вчення австрійської піаністки Лілі Краус і російського піаніста Дмитра Башкірова. Маньян одноголосно здобула три Перші премії: фортепіано (перша номінація на конкурсі), камерна музика та аналіз. У віці 19 років, коли для неї відкрилася концертна кар'єра, вона вирішила призупинити виступи і вдосконалити своє мистецтво разом із піаністом Жаном-Родольфом Карсом. Її музична «пенсія» тривала чотири роки, протягом яких вона також вчилася грі у російського піаніста Микити Магалова та користувалася порадами румунського диригента Серджіу Челібідаке.
Сольна кар'єра Жизель Маньян активно розпочалася в 1982 році. Оголошена Le Monde de la musique як «одна з найкращих піаністок свого покоління», вона швидко зарекомендувала себе на французькій та міжнародній арені.
Віддана піаністка і мати чотирьох дітей, Маньян страждає від зростаючого розриву у глядачів між класичною музикою та поп-культурою. Щоб зробити це мистецтво доступним для найбільшої кількості, вона заснувала «Les Concerts de poche» у 2002 році разом із клавесинистом-композитором П'єром-Аланом Брайе-Веппе, Асоціація з 2005 року намагається залучати відомих виконавців класичної музики, джазу та опери, для виступів у містечках та селах. Маньян організовує музичні практикуми та концерти (скрипаль Огюстен Дюме, піаністи Жан-Марк Луїсада та Мішель Дальберто тощо) у громадських залах та сусідніх будинках. У 2007 році Маньяна завершила свою концертну кар'єру, щоб повністю присвятити себе розвитку «Concerts de Poche», головний офіс якого розташований у Ферисі, в Сені і Марні.
Жизель Маньян продовжує акомпанувати молодим піаністам, таким як Томас Енко та Джонатан Фурнель. Вона також проводить майстер-класи в Паризькій консерваторії.

## Вибрана дискографія
- Соната для фортепіано Бетховена № 31 Op 110, 32 варіації до мінор,[15] Соната для фортепіано No 21 Op 53, Adda, 1989 Choc du Monde de la Musique.[16]
- Варіації і фуга Брамса на тему Генделя, соч. 24, шість п'єс для фортепіано, соч. 118, Adès, 1995